# Navire ravitailleur
Un navire ravitailleur (souvent appelé ravitailleur) est un type de navire cargo servant à ravitailler un autre navire, une plate-forme pétrolière ou une base navale, en carburant principalement, mais aussi en vivres ou autres fournitures. Avec l'accentuation des normes antipollution, il repart de plus en plus souvent en évacuant les déchets. Les plus sophistiqués de ces bâtiments sont ceux employés par les grandes marines de guerre pour le ravitaillement en haute mer des unités combattantes. 

## Dans le domaine civil

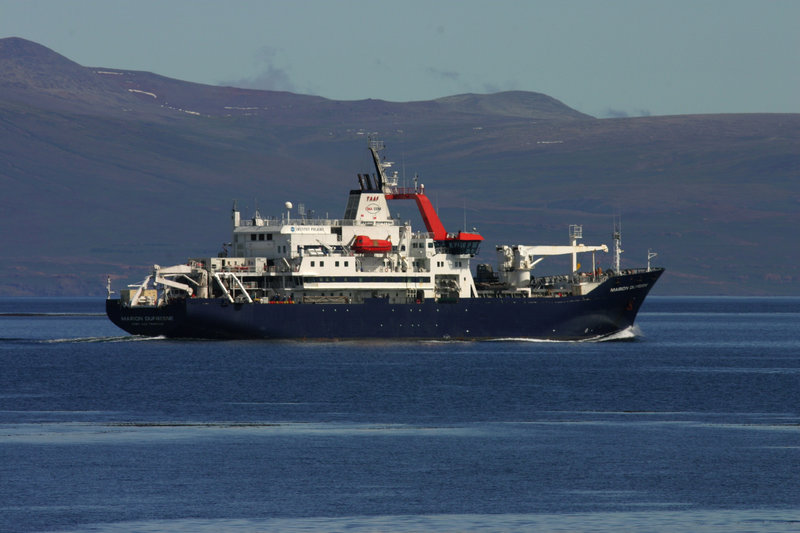
Le, navire ravitailleur des bases subantarctiques françaises.

Les navires ravitailleurs sont principalement liés à l'exploitation pétrolière utilisant des plateformes offshore. Ils sont polyvalents et capables de livrer tout ce dont peut avoir besoin la plateforme, mais aussi, pour certains d'entre eux, d'aider à son ancrage ou son déplacement. Les plus gros peuvent recevoir un hélicoptère.
D'autres ont pour vocation de ravitailler des bases scientifiques isolées. C'est le cas par exemple du Marion Dufresne qui dessert les stations subantarctiques des Terres australes et antarctiques françaises. En profitant du court été austral, il visite les différentes îles situées dans le sud de l’océan Indien, en assurant la rotation du personnel, la livraison du carburant, du matériel technique et scientifique, le retour du courrier et l'évacuation des déchets, impossibles à recycler dans ces zones d’extrême éloignement. 

## Dans le domaine militaire

### Historique général
C’est la marine allemande, avant 1939, qui met au point le ravitaillement à la mer. Elle est suivie peu après par la marine britannique afin de trouver une solution au faible rayon d’action des bâtiments anti-sous-marins. Les autres marines suivent le mouvement, à commencer par la marine américaine dont les lignes de ravitaillement sont extrêmement étirées dans l’océan Pacifique, mais aussi pour répondre aux nécessités de l'escorte des convois.
Auparavant, il s'agissait principalement de navires charbonniers chargés de fournir aux flottes leur combustible. Un navire de ligne de l'époque consommait ses réserves en quelques jours et devait donc fréquemment remplir ses soutes auprès de ces ravitailleurs, s'il ne trouvait pas sur sa route une base navale disposant de dépôts. Les charbonniers étaient des cargos civils affrétés, non des navires militaires spécialisés.

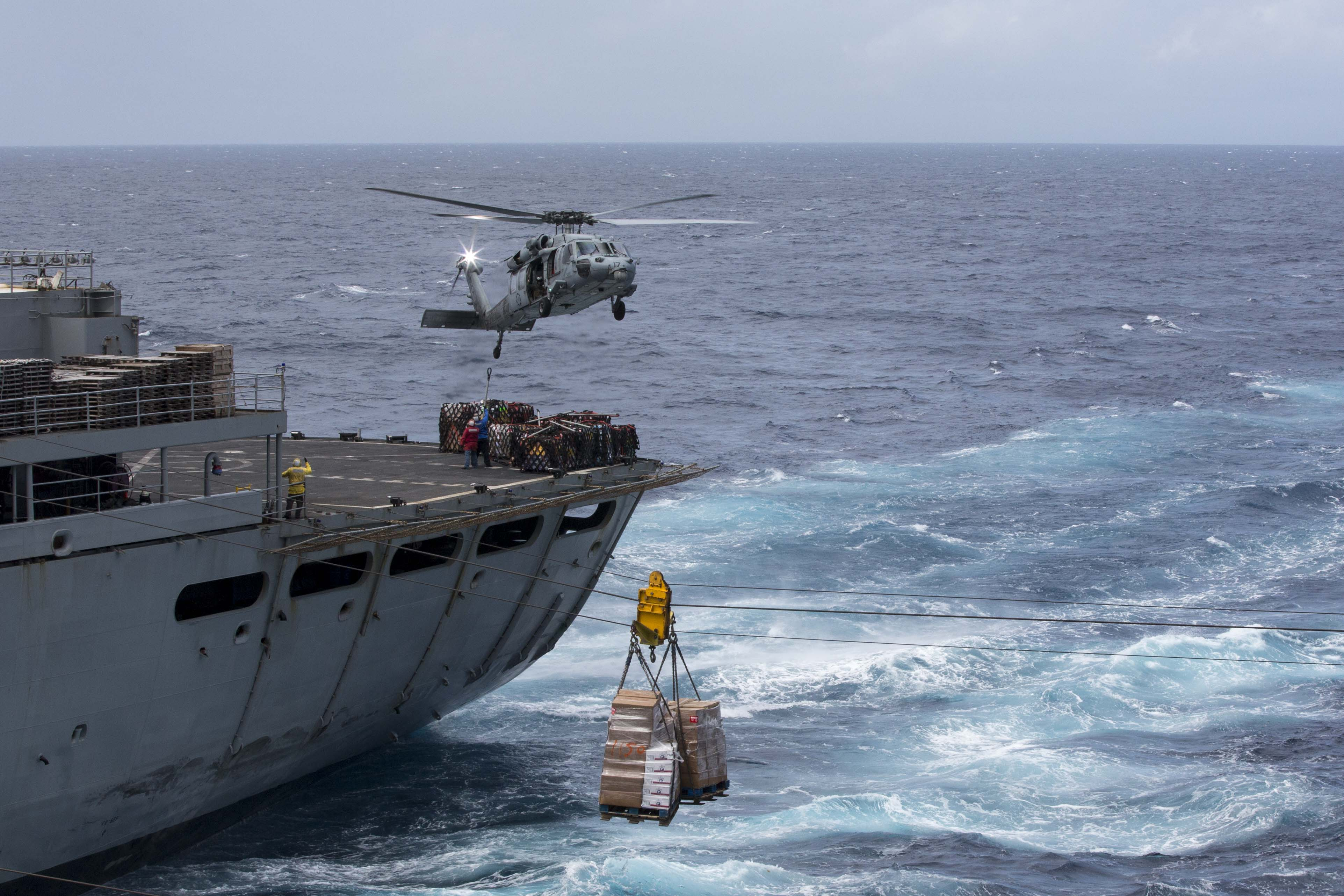
Ravitaillement en mer des Caraïbes en 2017.

Les marines de guerre actuelles utilisent beaucoup les navires ravitailleurs. Cela leur permet de s'affranchir du réseau de bases navales utilisé jusqu'au milieu du XXe siècle. Les flottes deviennent ainsi des flottes de haute mer, dont les navires peuvent rester sur zone sans être obligés de retourner au port. Certains de ces navires sont des pétroliers convertis, d'autres sont conçus spécifiquement dans ce but et disposent d'une artillerie légère.
Les opérations de ravitaillement à la mer (RAM) sont complexes et assez peu de marines de guerre maîtrisent cette manœuvre nécessitant plusieurs heures de travail dans la plus grande vigilance, en raison des risques d'abordage ou de rupture des liens (câbles, tuyaux). C'est l'US Navy, première marine de guerre du monde, qui dispose du plus grand nombre de bâtiments ravitailleurs au sein du Military Sealift Command. La marine chinoise, en plein développement, en lance chaque année de nouveaux. La Marine française aligne trois bâtiments ravitailleurs fin 2016. Les autres marines européennes en ont aussi. À titre d'exemple, la Royal Navy, la mieux pourvue d'Europe, dispose en 2013 de huit bâtiments de divers tonnages. On peut citer le pétrolier-ravitailleur RFA Black Rover ou le ravitailleur polyvalent RFA Fort George. Pour la marine italienne, trois navires dont l’Etna, pour la marine espagnole, deux unités dont le Cantabria ; pour la marine allemande, trois ravitailleurs polyvalents : la classe Berlin.

### Ravitailleur de sous-marins
Les sous-marins sont des unités de faible tonnage, aux capacités très limitées de stockage de vivres, de carburant (gas-oil pour moteur Diesel) et de torpilles de rechange. Durant la Première et la Seconde Guerre mondiale, des navires ont été spécialisés dans le soutien aux groupes de sous-marins. Leur mission s'étendait parfois à l'entretien et aux petites réparations. Ils étaient alors équipés en navire atelier. Leur rôle a considérablement décru après la Seconde Guerre mondiale en raison de l'apparition des sous-marins à propulsion nucléaire, dont l'autonomie n'est limitée que par l'endurance de l'équipage et le stock de vivres, notamment les sous-marins nucléaires lanceurs d'engins, qui sont censés se dissimuler dans l'océan, sans retour à la surface ni contact avec d'autres bâtiments durant leur patrouille.

### Historique des pétroliers ravitailleurs français

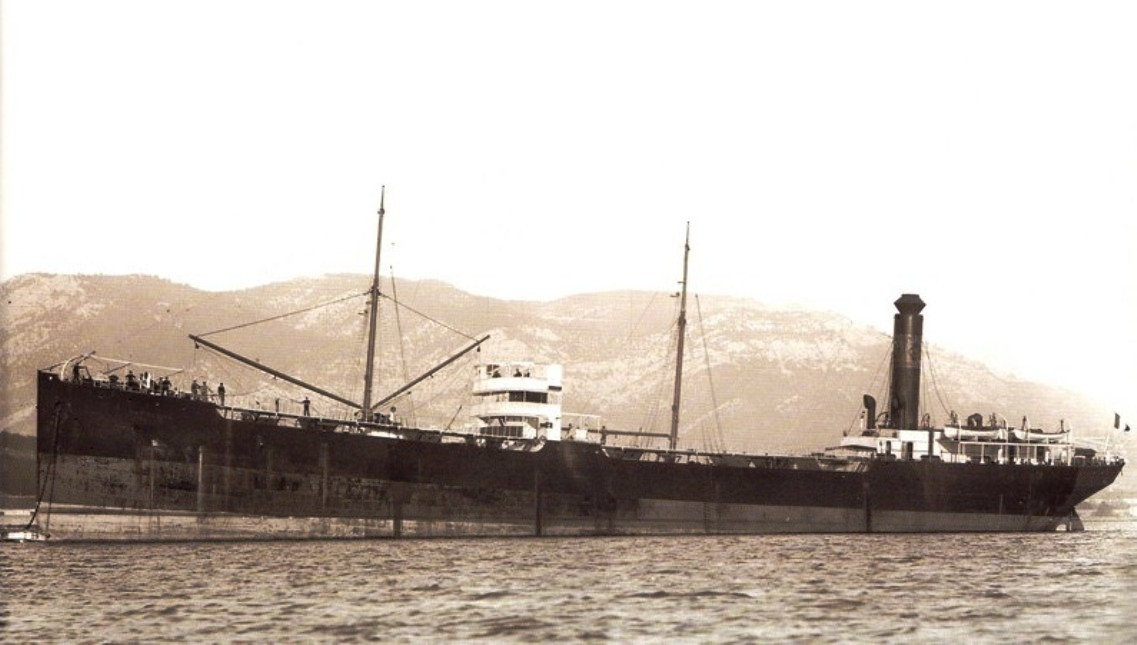
Le Rhône, l'un des premiers pétroliers ravitailleurs de la Marine nationale. Acquis en 1911, il est coulé en 1940.

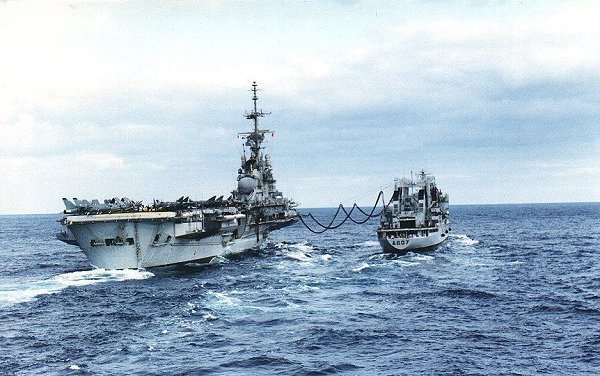
Le porte-avions Foch ravitaillé en mazout à couple par le pétrolier-ravitailleur, l'un des quatre bâtiments de ce type que possède la France.

La marine française fait l’acquisition de son premier pétrolier ravitailleur en 1911. Jusqu’en 1939, elle en utilise vingt-deux, essentiellement pour importer du pétrole de la mer Noire et du Moyen-Orient afin d’approvisionner les parcs à combustible des ports et bases de la marine en métropole et outre-mer. Le tonnage de ces navires est très divers et leur histoire assez mouvementée.
L’un des premiers modèles livrés, le Rhône, de 4 000 tpl, (en 1911), sert jusqu’à la Seconde Guerre mondiale. Il est coulé le 20 décembre 1940 au cap Juby par le sous-marin allemand U-37. Quatre pétroliers de la classe Aube sont construits en 1919. Ils sont d’un tonnage de 1 055 tpl. Suivent en 1928 les quatre de la classe Mékong, de 9 600 tpl. L’un d’eux, Le Niger, est incendié et coulé lors d’un bombardement aérien devant Gravelines le 21 mai 1940. En 1937 sont lancés les six bâtiments de la classe Adour, de 7 500 tpl. Parmi eux, Le Lot, est coulé le 22 juin 1943 en Atlantique par le sous-marin UB-572.
Le cas du Nivôse, 14 000 tpl, seul navire de son type lancé en 1934, mérite d’être examiné en détail. En 1942, il réussit l’exploit de rallier Saïgon (d’où il part le 1er juin) à Dakar (où il arrive le 5 août), par une route passant par l’ouest de l’Australie, le sud de la Nouvelle-Zélande et un point du détroit de Drake, à 150 nautiques au sud du cap Horn, en 67 jours de mer, dont 60 hors de vue de toute terre, sans rencontrer le moindre bâtiment d’aucune nation, neutre, belligérante ou amie. Le 11 novembre 1943, il est détruit en Méditerranée au cours d’une attaque menée par quarante-huit avions allemands sur un convoi auquel il a été incorporé la veille. Encadré par trois torpilles, mitraillé puis atteint par une torpille, il coule en moins de 30 minutes, mais son équipage est sauvé. 
Après 1945, la marine française dispose encore d’une dizaine de pétroliers caboteurs ravitailleurs de régions. Trois sont du type Lac Noir, de 1 400 tpl, et trois du type « Yog » (Lac Tchad, Lac Tonlé-Sap et Lac Chambon), de 1 000 tpl, construits aux États-Unis, ces derniers assurant le ravitaillement du Centre d’expérimentation du Pacifique de 1963 à 1965 puis de 1972 à 1974. 
L’expérience du ravitaillement à la mer, acquise pendant le second conflit mondial, décide la marine française à se doter de « vrais » pétroliers ravitailleurs d’escadre (P.R.E.), c'est-à-dire capable de ravitailler à la mer simultanément trois bâtiments de combat : deux à « couple » et un en « flèche ». Et non seulement en combustible (mazout, gazole) mais aussi en divers autres approvisionnements : denrées de subsistance (vivres frais y compris du vin, spécificité française), eau douce, eau distillée, carburant aviation, munitions, rechanges divers…. Ainsi naissent La Charente et La Baïse de 5 600 tpl qui sont des coques anciennes puisqu’il s’agit de deux unités de la classe Adour (commencée en 1937 !) mais achevées après 1945 et refondues (en 1955) à cette fin. Seule La Baïse sera opérationnelle en tant que PRE. Les deux suivants, La Seine et La Saône, de 14 800 tpl, seront refondues eux aussi en pétroliers ravitailleurs d'escadres (PRE) et opérationnels pour cette mission en 1963.

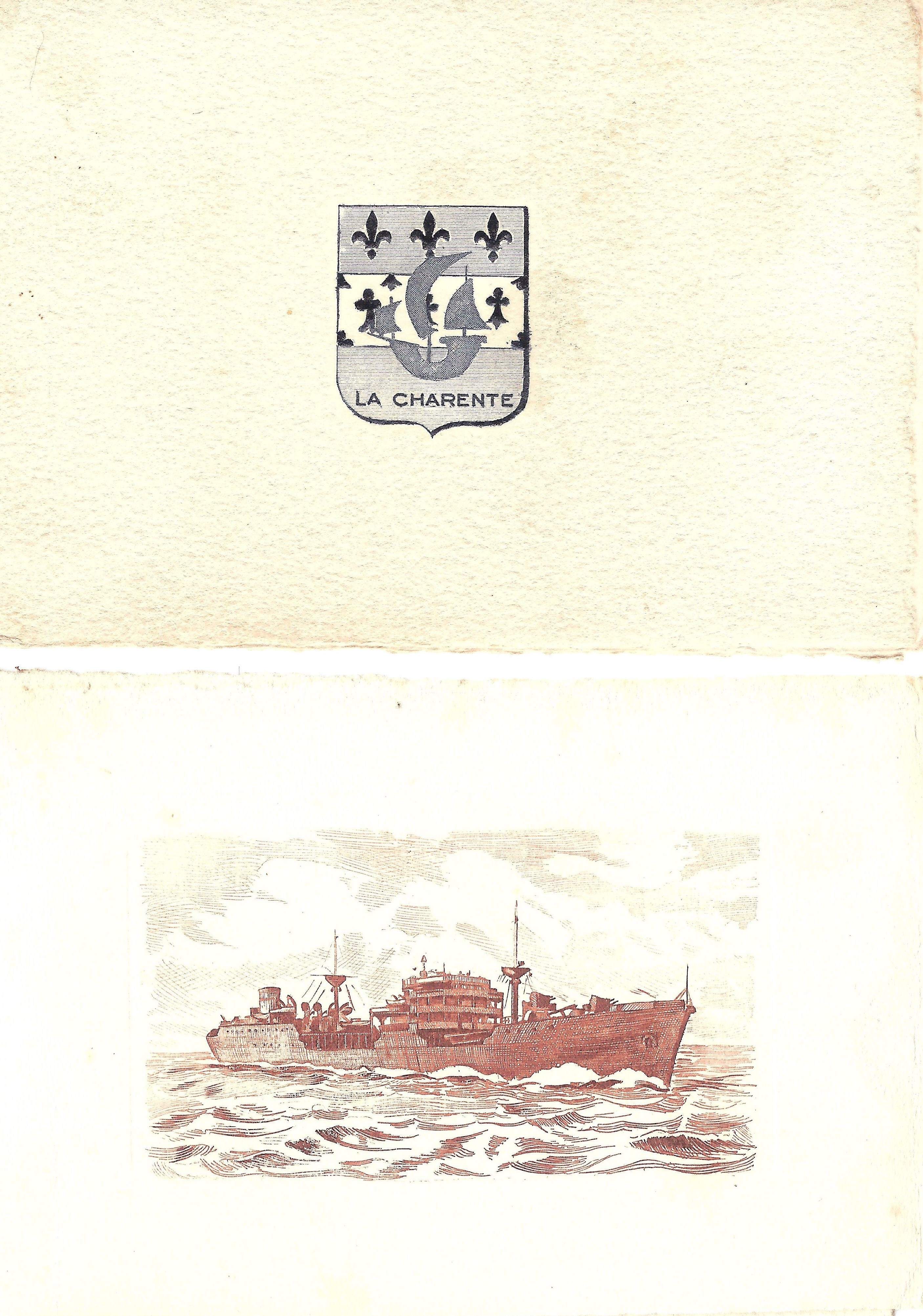
Carte de visite du ravitailleur La Charente

En 1964, une autre Charente et l’Isère, de 19 000 tpl, sont acquises d'armements civils. Au contraire de La Charente qui ne dispose que d'une capacité de ravitailleur en flèche, l’Isère est dotée, en plus, de deux postes de ravitaillement à couple.  La Charente effectue deux tours du monde, en 1966 puis en 1968, avec le groupe ALFA constitué pour les premières campagnes atomiques du Centre d’expérimentation du Pacifique. De 1973 à 1983, La Charente sert de bâtiment de commandement, pour l'amiral commandant la zone de l’océan Indien.
En 1973 la marine lance la classe des cinq Durance de 10 000 tpl, construite jusqu'en 1984 ; l’un d’eux (la Durance) étant vendu en 1998 à l’Argentine. 
En 2016, la Marine nationale française arme toujours trois pétroliers ravitailleurs de la classe Durance : Le Var, le Marne et le Somme. Ces bâtiments sont basés à Toulon. Ils disposent d'installations qui leur permettent d'embarquer un état major, c'est pourquoi ils sont appelés bâtiments de commandement et de ravitaillement (BCR). Ces navires peu médiatisés jouent un rôle crucial dans les interventions extérieures de la France. L'un d'eux sert régulièrement depuis 2008 de navire amiral dans l'océan Indien pour la lutte contre la piraterie (opération Atalante). Tous ont été très sollicités en 2011 pour permettre à la Marine nationale de mener à bien, pendant sept mois, ses missions sur les côtes libyennes (opération Harmattan). Ces bâtiments commençant à vieillir, le ministère de la Défense réfléchit à leur remplacement. En attendant l'appel d'offres officiel, la DCNS s'est mise sur les rangs en dévoilant le projet BRAVE (Bâtiment RAVitailleur d'Escadre) qui n'a finalement pas été retenu. Un contrat de 1,7 milliard d'euros pour la construction de quatre navires pétroliers ravitailleurs de 194 mètres de longueur basés sur le concept du Vulcano (A 5335) de Fincantieri est passé en janvier 2019 aux Chantiers de l'Atlantique et Naval Group via l'Organisation conjointe de coopération en matière d'armement. Les deux premiers seront livrés à partir de 2022.
Malgré les restrictions budgétaires, les marins estiment vital de remplacer nombre pour nombre les quatre unités de type Durance afin que les capacités de déploiement de la Marine nationale sur des théâtres d'opération éloignés restent crédibles.
En 2023 est livré le premier Bâtiment Ravitailleur de Forces, le Jacques Chevalier.